# Academic Press
Academic Press is een voormalige Amerikaanse uitgeverij van wetenschappelijke literatuur. De uitgeverij werd in 1969 overgenomen door Harcourt, Brace & World, dat in 2000 op zijn beurt werd overgenomen door Reed Elsevier. Academic Press is nu een imprint, een handelsmerk van Elsevier.